# Ateuchus peruanum
Ateuchus peruanum är en skalbaggsart som beskrevs av Vladimir Balthasar 1939. Ateuchus peruanum ingår i släktet Ateuchus och familjen bladhorningar. Inga underarter finns listade.